# Vijf mobielen
Vijf mobielen is een compositie van Niels Viggo Bentzon.
Bentzon schreef het werk op verzoek van het Symfonieorkest van Aarhus toen nog Aarhus Stadsorkest geheten. Het is een werk ter viering van hun 25-jarig bestaan in 1960. Het werd dan ook uitgevoerd door genoemd orkest op 9 september 1960.
Bentzon haalde inspiratie voor zijn compositie uit de Mobielen (Mobiles) van Alexander Calder. Deze mobielen hangen aan een plafond en zijn constant in beweging, maar ook constant in balans. De beweging is afhankelijk van luchtstromen en hebben daardoor geen specifiek einddoel. Bovendien hoe bewegelijk het kunstwerk ook is, het zit vast aan het plafond en is vanuit dat oogpunt onbeweeglijk. Datzelfde geldt voor deze muziek van Bentzon. Men hoort de bewegingen van de muziekinstrumenten onderling, maar de klanken gaan nergens naartoe. Er is geen enkele ontwikkeling naar bijvoorbeeld een melodie en er lijkt geen verband in de noten die de orkestleden in samenwerking voortbrengen. De totale muziek zit als het ware vast in haar eigen beweging. Slechts in deel 5 lijkt er sprake van een kleine melodielijn, maar ook die relatieve lange lijn gaat nergens naartoe. Een echt slotakkoord heeft dit werk dan ook niet. Het houdt plotseling op.
De stijl van Bentzon liet in de jaren rondom 1960 een aanmerkelijke verandering zijn, hij probeerde zich aan te passen aan te toen zich snel ontwikkelende klassieke muziek van de 20e eeuw. De muziek wijkt dan ook sterk af van zijn bewegelijke Vierde pianoconcert van (maar) zes jaar eerder.
De delen zijn getiteld Mobile nr. 1 tot en met Mobile nr. 5.
Bentzon schreef het voor:
- 2 dwarsfluiten, 2 hobo's, 2 klarinetten, 2 fagotten
- 4 hoorns, 3 trompetten, 3 trombones, 1 tuba
- pauken, 2 man/vrouw percussie, piano, celesta
- violen, altviolen, celli, contrabassen

## Discografie
- Uitgave Dacapo: Symfonieorkest van Aarhus, Ole Schmidt, opname 1982